# Thomas Bryant
Thomas Jermaine Bryant (ur. 31 lipca 1997 w Rochester) – amerykański koszykarz, występujący na pozycjach silnego skrzydłowego oraz środkowego, od 2023 zawodnik Miami Heat.
W 2015 roku wystąpił w trzech meczach gwiazd amerykańskich szkół średnich – McDonald’s All-American, Jordan Classic, Derby Classic. W ostatnim z wymienionych został uznany MVP spotkania. Wystąpił w Under Armour All-America Camp (2016) oraz dwóch edycjach turnieju Adidas Nations Counselors (2015, 2016).
Bryant został wybrany z 42 numerem w drafcie 2017 przez Los Angeles Lakers. W swoim debiutanckim sezonie w NBA zagrał w 15 spotkaniach, Thomas notował średnio 1,5 oczek, 1,1 zbiórek w trakcie 4,6 minuty spędzanych na parkiecie.
30 czerwca 2018 Los Angeles Lakers podjęli decyzję o zwolnieniu Thomasa.
2 czerwca 2018 podpisał umowę z Washington Wizards. 9 lutego 2023 został wytransferowany do Denver Nuggets. 2 lipca 2023 dołączył do Miami Heat.

## Osiągnięcia
Stan na 23 września 2023, na podstawie, o ile nie zaznaczono inaczej.
NCAA
- Uczestnik rozgrywek Sweet Sixteen turnieju NCAA (2016)
- Mistrz sezonu regularnego konferencji Big Ten (2016)
- Zaliczony do:
  - I składu:
    - Big Ten (2016)
    - najlepszych pierwszorocznych zawodników Big Ten (2016)

  - III składu Big Ten (2016, 2017)
- Lider Big 10 w skuteczności rzutów za 2 punkty (2016)[7]

NBA
- Mistrz NBA (2023)[8]

Indywidualne
- Zaliczony do I składu:
  - G-League (2018)[9]
  - debiutantów G-League (2018)[9]

Reprezentacja
- Mistrz Ameryki U–16 (2013)